# Sarlat-la-Canéda
Sarlat-la-Canéda település Franciaországban, Dordogne megyében. Lakosainak száma 8786 fő (2022. január 1.). Sarlat-la-Canéda Marcillac-Saint-Quentin, Tamniès, Marquay, Saint-André-d’Allas, Vézac, Vitrac, Carsac-Aillac, Saint-Vincent-le-Paluel, Sainte-Nathalène és Proissans községekkel határos.

## Népesség
A település népessége az elmúlt években az alábbi módon változott:
| Lakosok száma | 8801 | 9670 | 9909 | 9432 | 9259 | 9030 | 8869 | 8816 | 8788 | 8786 |
|               | 1968 | 1982 | 1990 | 2006 | 2013 | 2015 | 2017 | 2019 | 2020 | 2022 |

## Híres szülöttei
- Étienne de La Boétie (1530–1563), író, politikus, reneszánsz filozófus
- Alain Carrier (1924–2020), ellenállási harcos és illusztrátor
- Gautier de Costes de La Calprenède(wd) (1609/1614–1663), író
- Henri Debidour (1907–1990), politikus
- Jean-Luc Delpech (* 1979), kerekpáros
- François Fournier-Sarlovèse (1773–1827), katona
- Lucien Garrigou (1913–2006), egy Világ Igaza
- Pierre Lachambeaudie (1806–1872), költő
- Henry Sanfourche (1775–1841), katona
- Pierre Sanfourche-Laporte (1774–1856), jogász és író
- Gabriel Tarde (1843–1904), jogász

## Képek

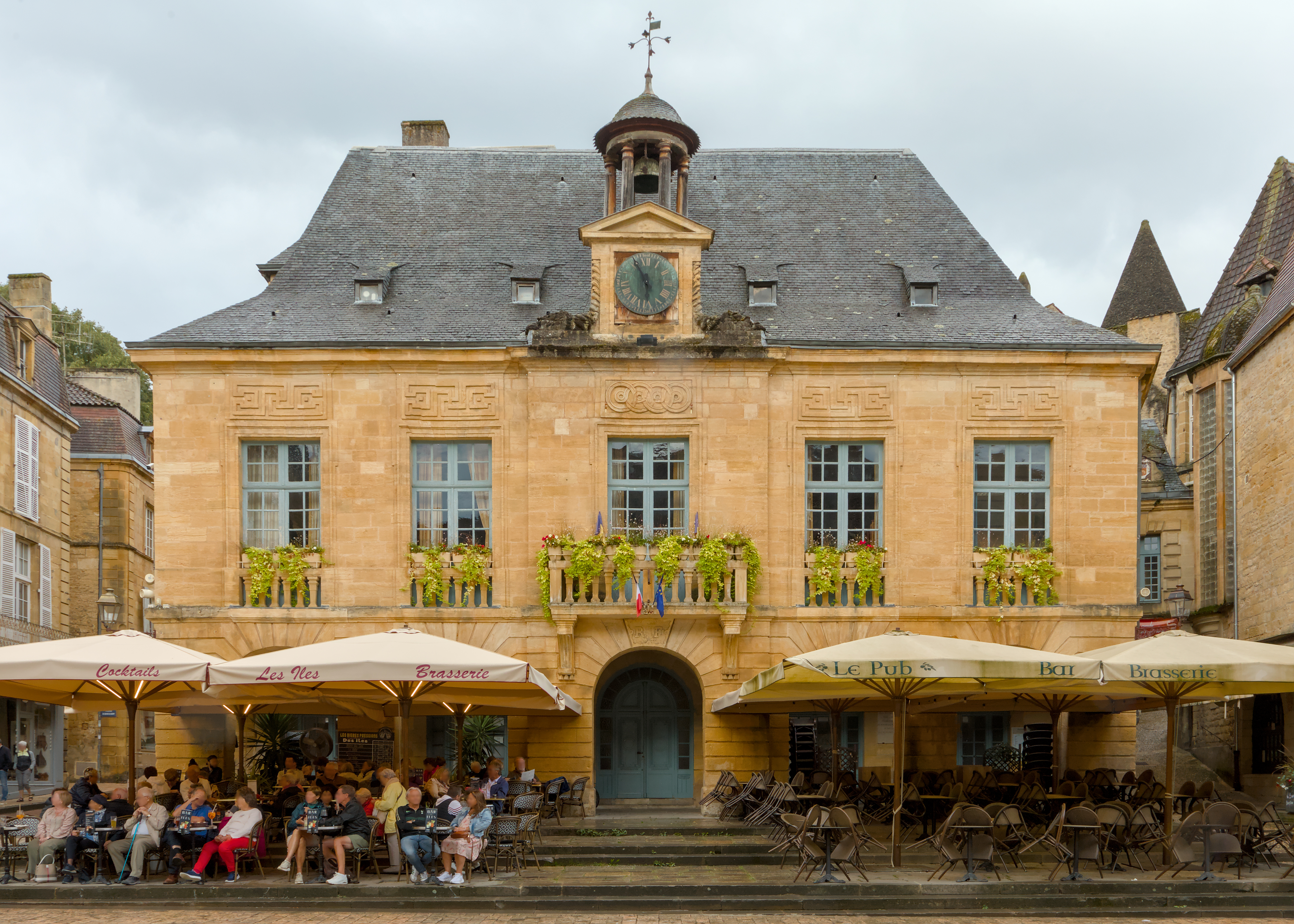
A városháza
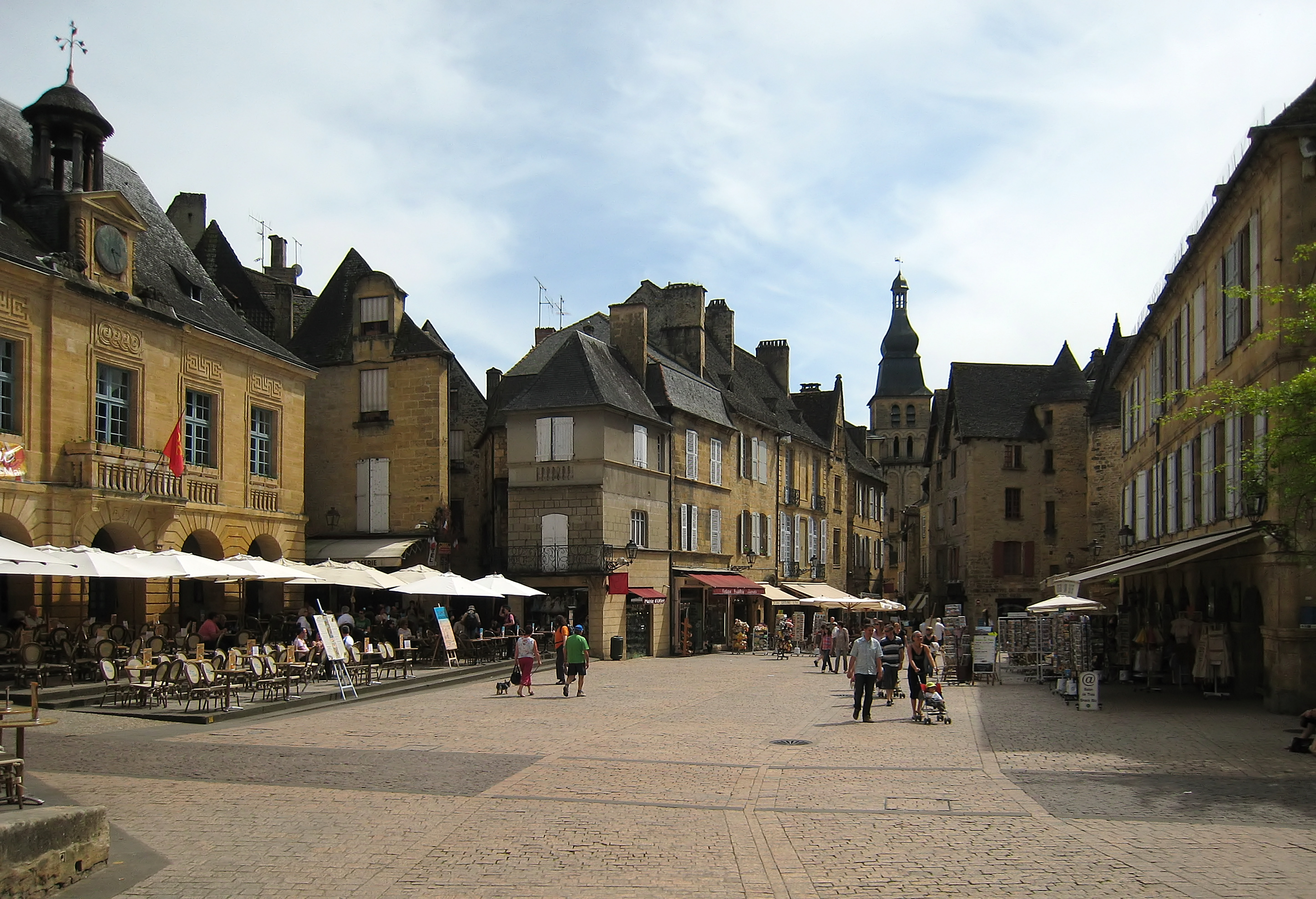
A piactér
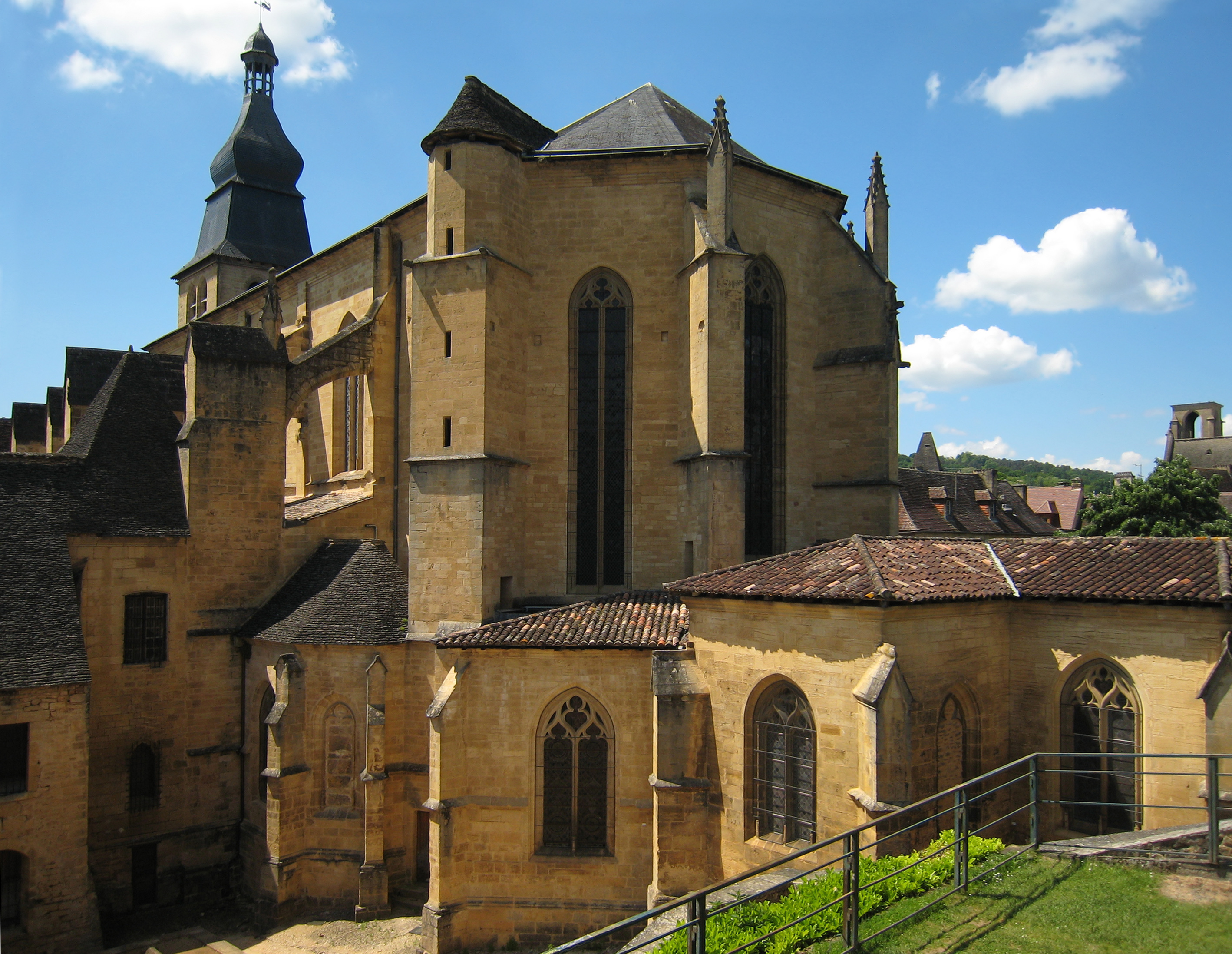
A templom
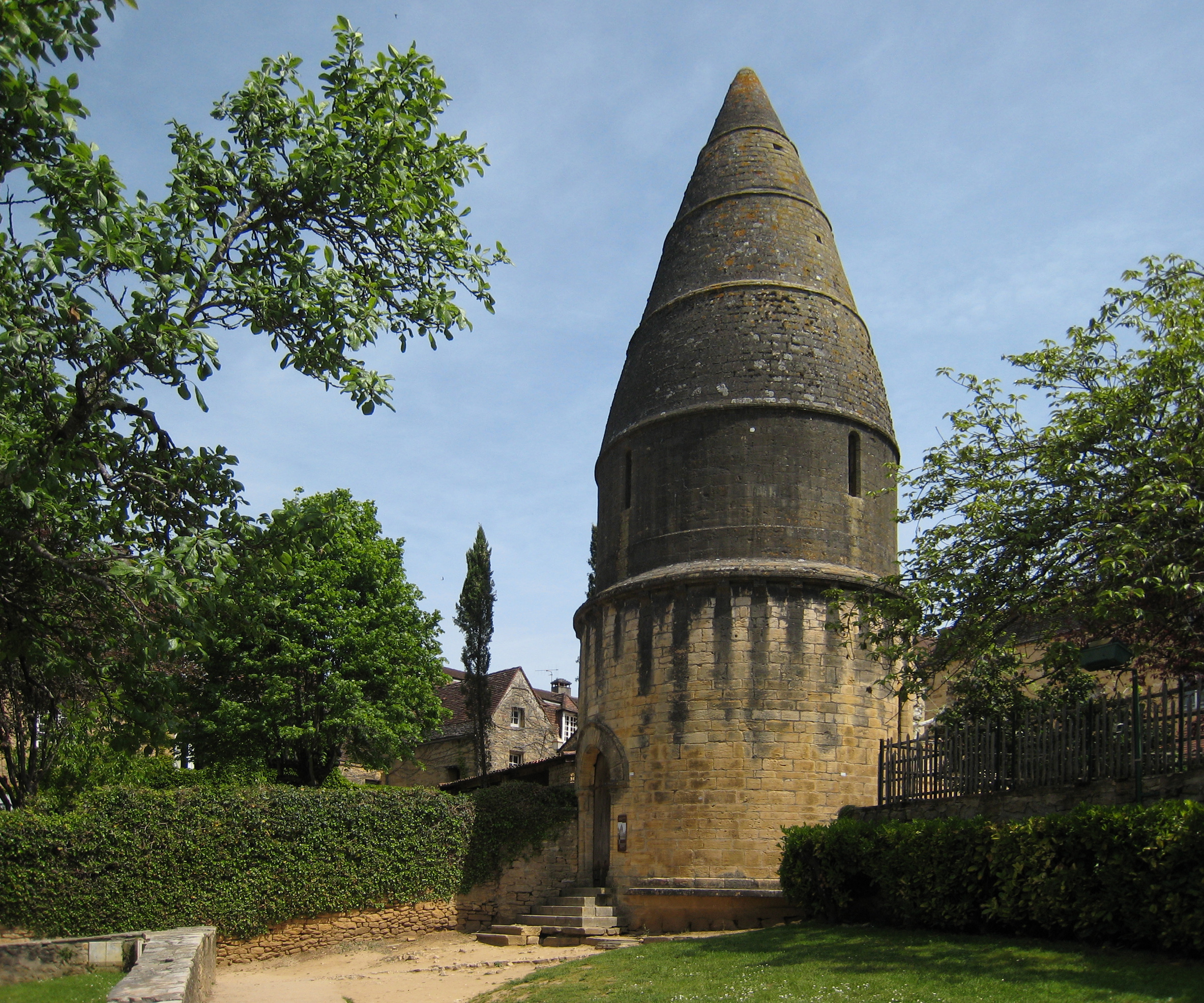
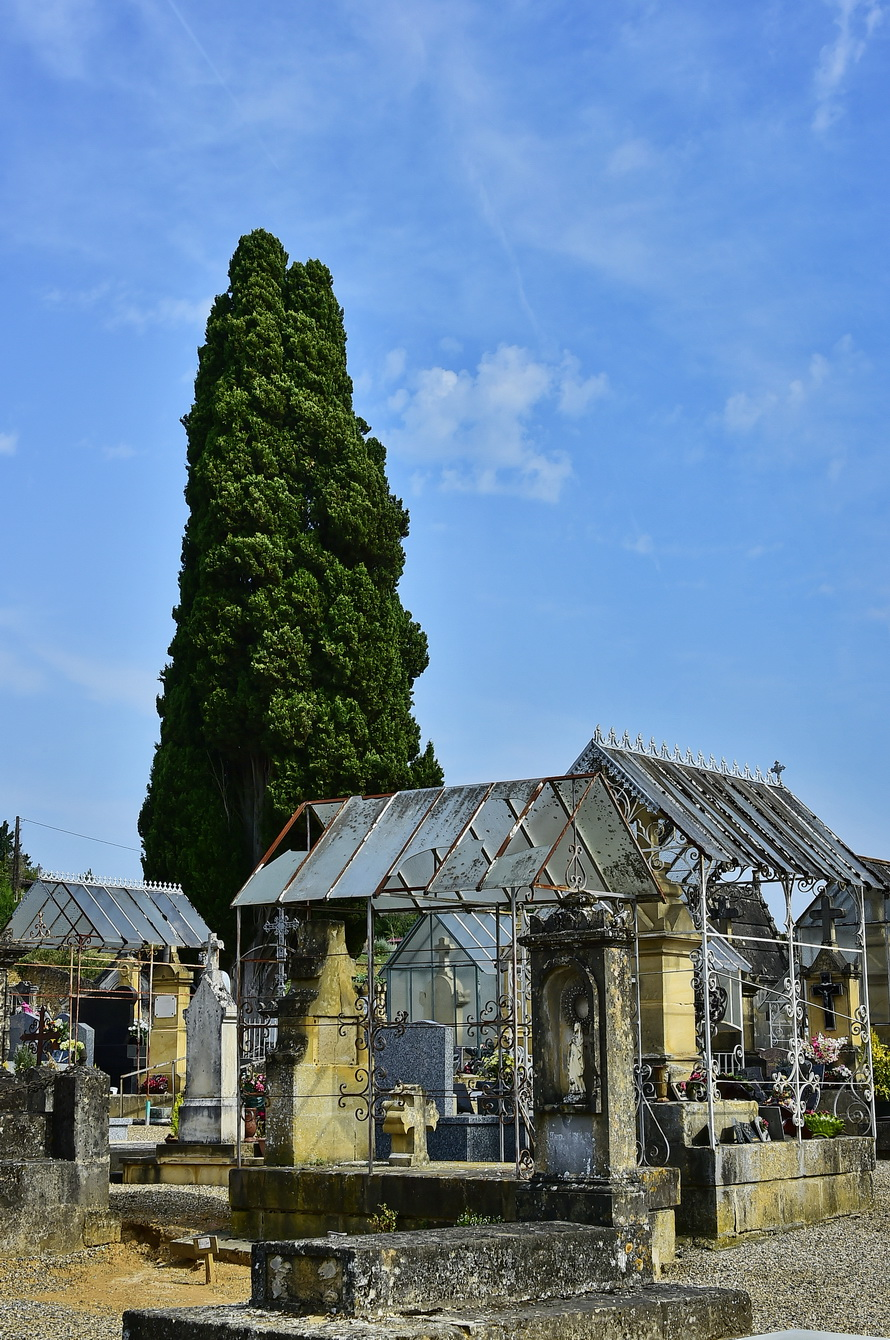
A temető
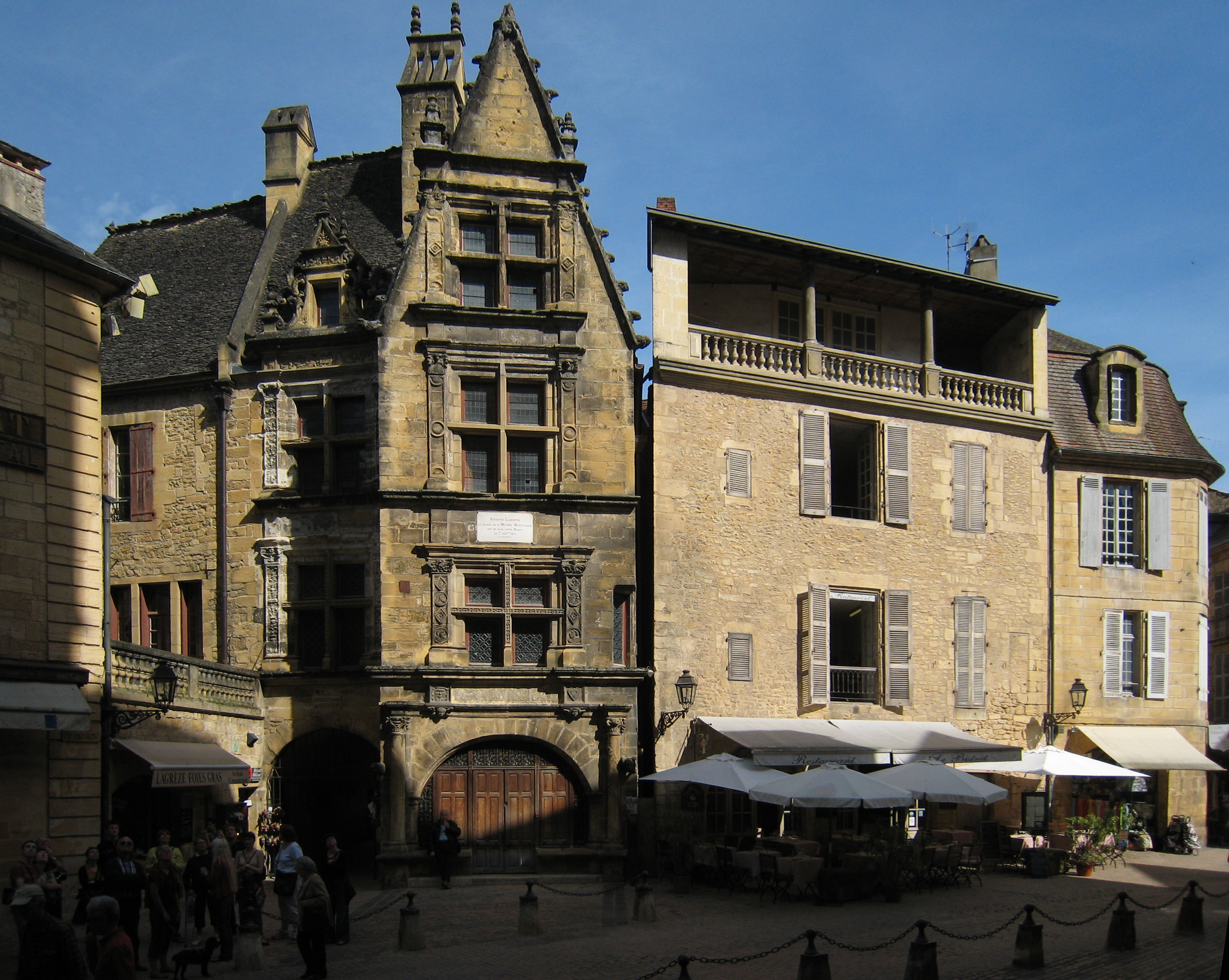
Étienne de La Boétie szülőhaza